# Итыгилов, Александр Атаевич
Алекса́ндр Ата́евич Итыги́лов (6 августа 1944, с. Петропавловка, Бурят-Монгольская АССР — 25 июня 1990, Москва) — советский кинорежиссёр, сценарист и кинооператор. Заслуженный деятель искусств Украинской ССР (1988).

## Биография
Родился в семье служащих. По национальности бурят. В 1967 году окончил операторский факультет ВГИКа (мастерская профессора Александра Гальперина). В 1978 году окончил Высшие режиссерские курсы (мастерская Глеба Панфилова).
Работал на киностудии «Беларусьфильм», в 1967—1969 годах — на Пермском телевидении. С 1970 по 1990 годы — оператор и режиссёр Киевской киностудии художественных фильмов имени А. П. Довженко.
Жил в Киеве. Скончался 25 июня 1990 года от скоротечной саркомы лёгких в московской клинической больнице имени Боткина. Похоронен в Киеве на Байковом кладбище (участок № 33).

## Личная жизнь
Был женат на Ольге Матешко, украинской актрисе театра и кино, заслуженной артистке Украинской ССР. Сын — кинорежиссёр Александр Итыгилов-мл.

## Творчество

### Режиссёр
- 1980 — Встреча (к/м фильм)
- 1980 — Продаётся медвежья шкура
- 1982 — Свидание
- 1984 — Если можешь, прости
- 1986 — Обвиняется свадьба
- 1989 — Смиренное кладбище
- 1990 — Это мы, Господи!..

### Сценарист
- 1980 — Продаётся медвежья шкура
- 1990 — Это мы, Господи!..

### Оператор
- 1971 — Иду к тебе...
- 1973 — Как закалялась сталь
- 1975 — Каштанка
- 1976 — Театр неизвестного актёра
- 1980 — Продаётся медвежья шкура
- 1990 — Это мы, Господи!..

## Награды и премии
- Заслуженный деятель искусств Украинской ССР (1988)
- Премия Ленинского комсомола (1974) за фильм «Как закалялась сталь»
- Приз телевидения ГДР «Золотая лавровая ветвь» (1974)
- Главный приз и Приз ЦК ЛКСМ Грузии на VI Всесоюзном фестивале телефильмов (1975)
- Гран-при на Международном кинофестивале в Лилле (Франция) за фильм «Встреча» по одноимённой повести Валентина Распутина.